# Zubizuri
De Zubizuri is een voetgangersbrug in Bilbao (Zubizuri betekent "Witte Brug" in het Baskisch). De brug wordt ook wel Puente del Campo Volantin genoemd.
De brug werd gebouwd tussen 1994 en 1997 naar een ontwerp van de Spaanse architect Santiago Calatrava. De brug overspant de Nervión.

## Externe link

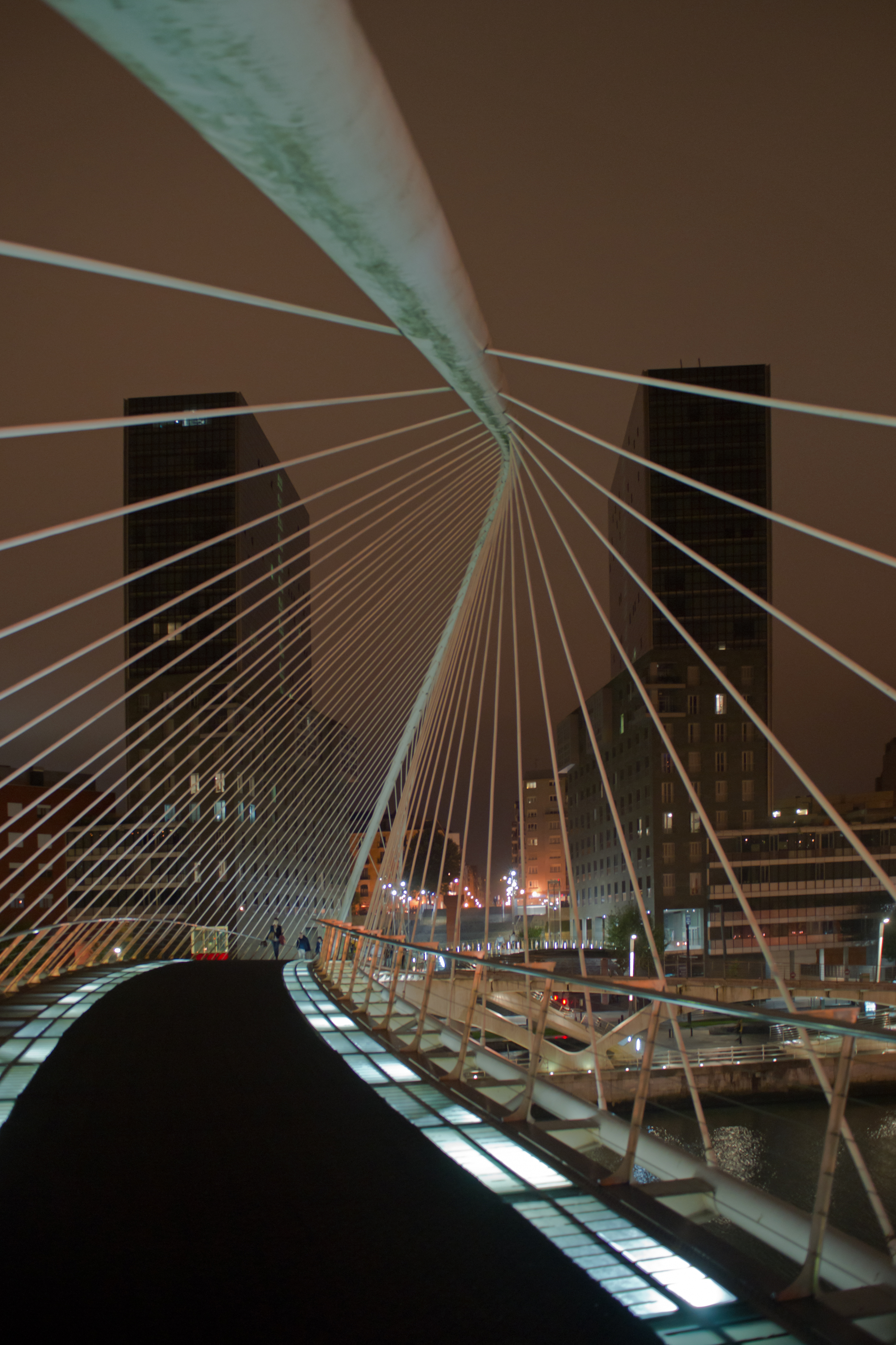
Zubizuri